# Segl (mærke)
 For alternative betydninger, se Segl. (Se også artikler, som begynder med Segl)
Segl er et aftryk i voks eller lak på et dokument eller en konvolut. Aftrykket er lavet med et signet. Voksen kunne være alle farver. Segllakken var som regel rød og sort ved sorg.

## Metode
Voksen eller lakken blev varmet op så den blev flydende og klæbrig og dryppet som en klump på dokumentet. Signetet blev presset ned i massen før den stivnede, og aftrykket stod klart i massen. Hvis et dokument bestod af flere løse sider, blev siderne hullet og bundet sammen med en segltråd, og seglet blev fæstet til både tråden og papiret, så arkene ikke kunne adskilles uden at bryde seglet eller tråden. Segltråden var i middelalderen som regel tofarvet (gul og rød), men senere ensfarvet.
Segl kunne fæstes til dokumenter i en strimmel hængende under dokumentet.

## Historie og brug
Et signet og et segl er personligt og blev brugt sammen med eller i stedet for en underskrift. Segl blev sat på vigtige dokumenter som erklæringer, ansøgninger, breve, skøder og kontrakter. Segl har ikke kun været brugt af embedsmænd og handelsstanden, men også af håndværkere, skippere og bønder. Adskillige segl er bevaret.
I dag har segl ikke samme funktion og er mest til pynt.
Hovedindholdet i seglene, det vil sige det centrale motiv, er almindeligvis et bomærke, et monogram, en allegori, et andet symbol eller et våbenskjold.
Seglene kan være nyttige i slægts- og stedsgranskning. Motiverne kan fortælle om ejerens verden, ideer og påvirkninger. Segl kan ligne hverandre og måske fortælle om slægtsforhold, naboskab og lignende. Desuden viser seglene signetgravørens faglige dygtighed. Vi ser også de skiftende moder og stilretninger i udformningen af seglene.
Segl er også kendt fra antikken i Europa, Mellemøsten og Egypten og er blandt andet omtalt mange steder i Bibelen. Der findes cylindersegl og segl skåret i sten (gemmer). De adskiller sig fra de europæiske segl fra tidlig middelalder og frem.

## Signetringe
Til at signere breve eller dokumenter blev signetringe eller våbenringe anvendt til at stemple deres motiv i lak. Centralmotivet, sigillmærket, var ofte bærerens våbenskjold. Nu anvendes signetringe som hovedregel som herresmykker.

## Forfalskninger
Spioner og andre efterretningsfolk havde brug for at åbne en forseglet skrivelse, uden at det kunne ses. De udviklede en teknik med et løsne seglet med en varm kniv. For at imødegå det, kunne der bag på seglet, hvor konvolutten var klistret sammen, anbringes en oblat, et stykke papir præpareret med æggehvide, som hærdede under indvirkning fra varmen fra segllakken. Det ville afsløre, hvis brevet havde været åbnet. En anden metode til at bryde et segl og genskabe det, var at lave et aftryk af seglet i amalgam, altså et falsk signet. Kviksølvforgiftning kunne være en erhvervsrisiko for spioner. Endelig udviklede de, der ville andres breve, store opslidsede nåle (senere tænger), der kunne fiske et brev ud af en konvolut ved at vikle det om nålen uden at åbne konvolutten.